# مركز تشانغوون لكرة القدم
مركز تشانغوون لكرة القدم (بالإنجليزية: Changwon Football Center)‏ هو ملعب كرة قدم يقع في كوريا الجنوبية، يتسع لـ 15,500 متفرج.

## التاريخ
تم وضع حجر الأساس للملعب في 27 مارس 2007. افتتح الملعب في 1 ديسمبر 2009.

## معرض صور

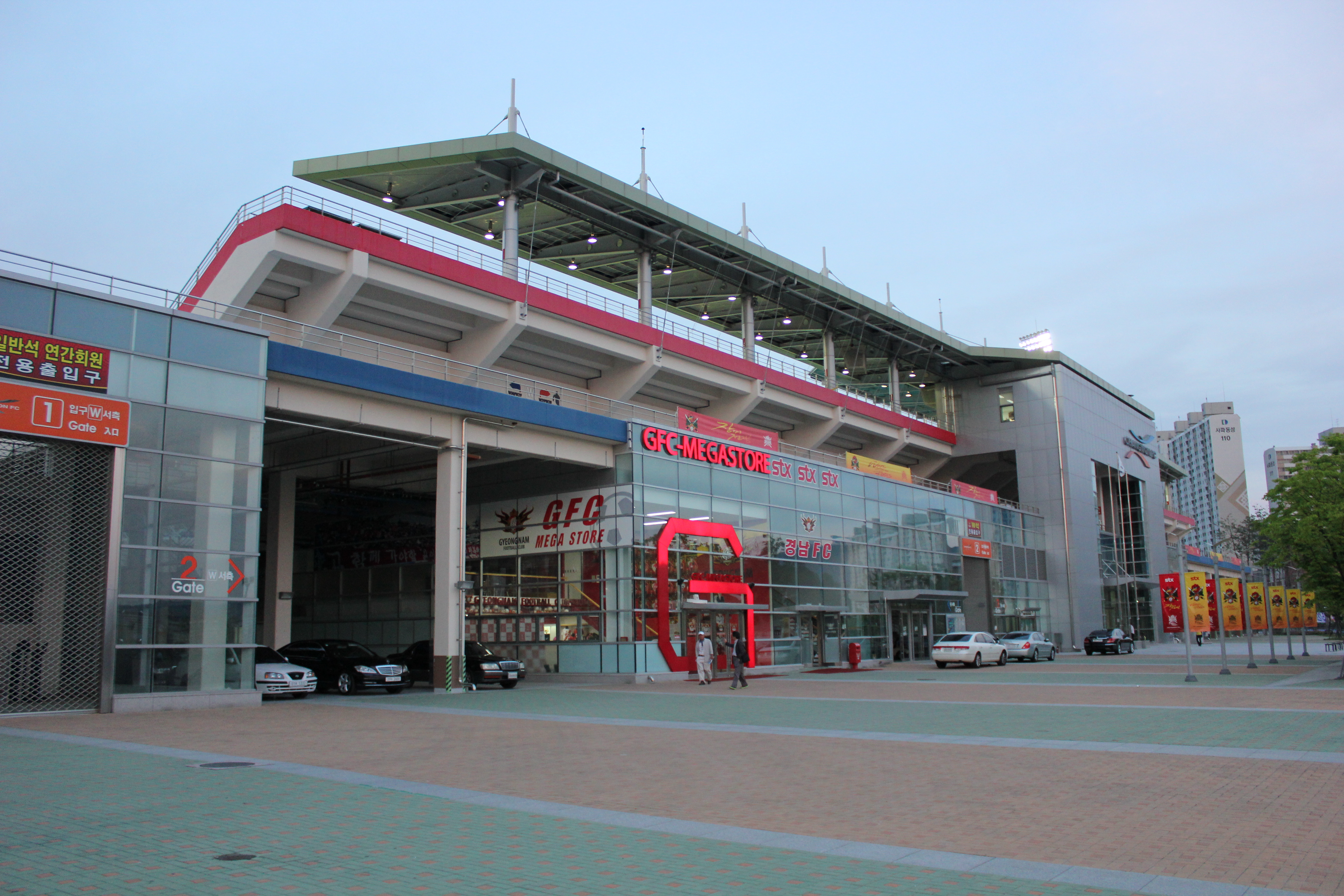
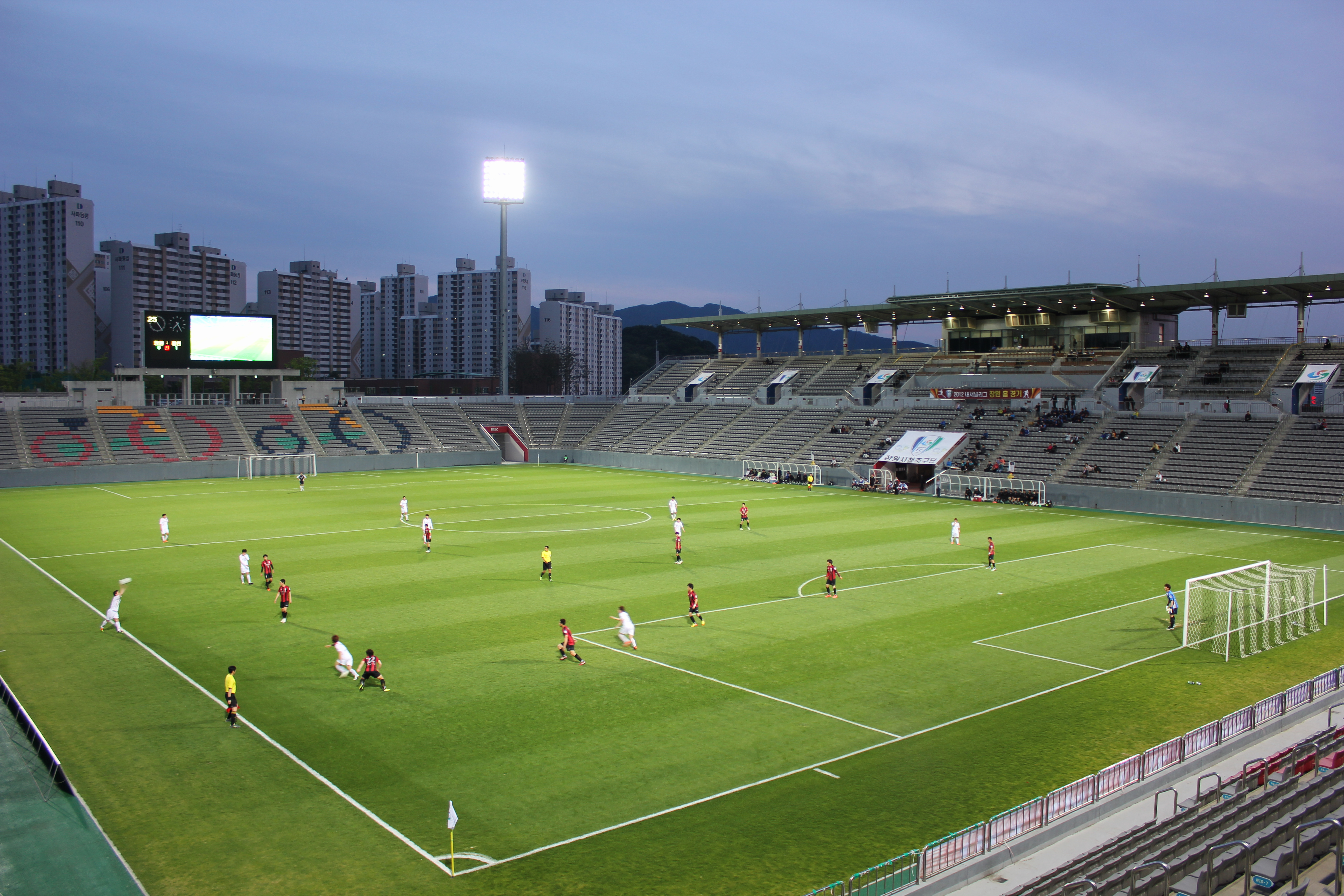
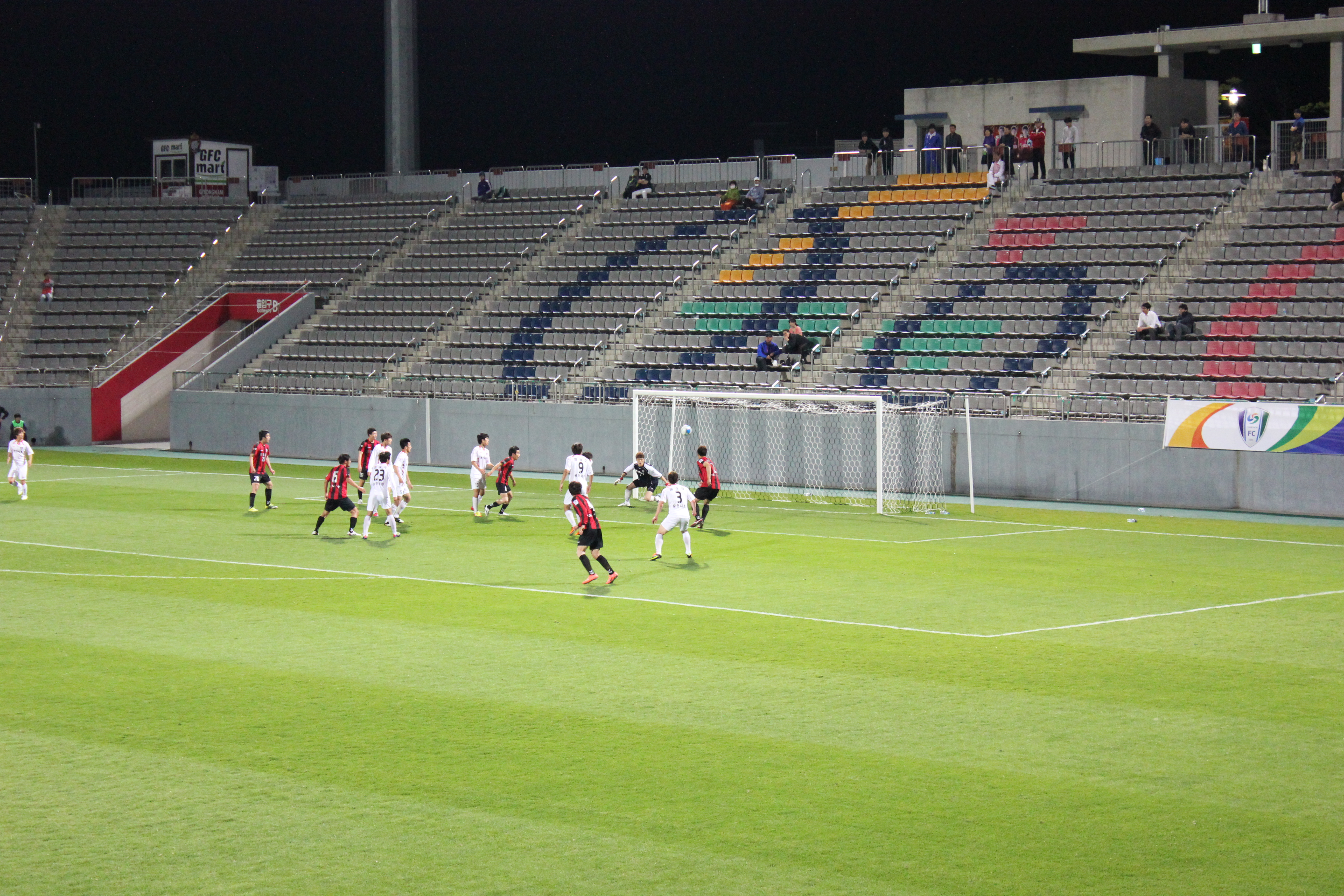
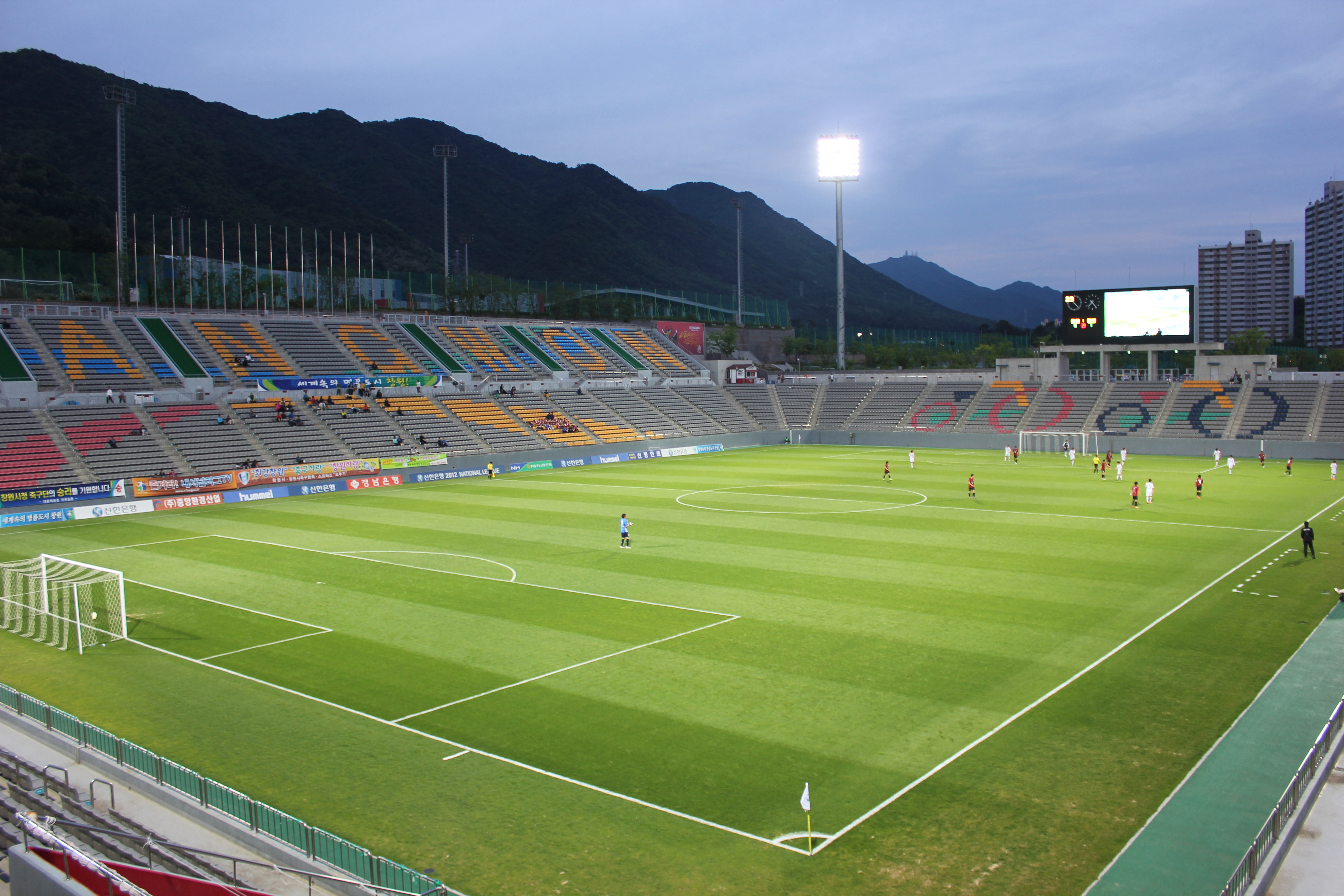